# Tadeusz Rojowski
Tadeusz Rojowski herbu Cholewa (ur. 22 września 1856 w Bystrzycy koło Lublina, zm. 25 czerwca 1938 tamże) – polski działacz społeczny, ziemianin.

## Życiorys
Pochodził z rodziny ziemiańskiej, był synem Henryka i Antoniny z Jabłonowskich herbu Grzymała. Działał w konspiracyjnym kółku samokształceniowym w czasie nauki w szkole realnej w Poznaniu. Organizacja ta, choć tajna i prześladowana przez rząd pruski, rozrosła się niezmiernie. Wobec rozpoczynających się aresztowań, procesów sądowych i wyrzucania młodzieży za szkół, w 1875 roku Tadeusz Rojowski opuścił Poznań i osiedlił się w Rydze, gdzie przygotowywał się prywatnie do egzaminu wstępnego do politechniki. Egzamin ten równoznaczny z maturą gimnazjalną, złożył w 1876 roku i zapisał się w politechnice na wydział rolnictwa; w roku 1880 złożył egzamin dyplomowy ze złotem odznaczeniem i otrzymał stopień „uczonego agronoma”. W okresie studenckim należał do Kółka Idealistów, którego był jednym z założycieli, następnie Związku Polskiego, w 1879 przekształconego w korporację Arkonia. Po powrocie do rodzinnego majątku Bystrzyca zajął się pracą gospodarską, zaangażował się także w działalność społeczną. Był m.in. delegatem Towarzystwa Kredytowego Ziemskiego, współtworzył Kółko Porady Sąsiedzkiej, a w 1905 Towarzystwo Rolnicze w Lublinie. Zajmował stanowiska skarbnika i wiceprezesa tego towarzystwa, członka Komisji Rewizyjnej Centralnego Towarzystwa Rolniczego, radcy Dyrekcji Towarzystwa Kredytowego Ziemskiego w Lublinie i Warszawie, prezesa Towarzystwa Wzajemnego Kredytu w Lublinie, prezesa Lubelskiego Syndykatu Rolniczego, wiceprezesa Lubelskiego Towarzystwa Dobroczynności. Wsparł powstałą w czasie strajku szkolnego w 1905 spółkę Szkoła Lubelska, która działała następnie jako Prywatne Męskie Gimnazjum im. Stefana Batorego w Lublinie. Po opuszczeniu Lublina przez Rosjan w 1915 organizował Milicję Obywatelską i wchodził w skład Komitetu Obywatelskiego przy władzach austriackich.
W latach międzywojennych wspierał finansowo tworzący się Uniwersytet Lubelski (późniejszy Katolicki Uniwersytet Lubelski), zakładał Sodalicję Mariańską Panów w Lublinie, działał w Akcji Katolickiej. Był również współtwórcą Związku Ziemian w Warszawie (instytucji o charakterze samopomocowym środowiska ziemiańskiego). Pełnił funkcję skarbnika Komitetu Towarzystwa Biblioteki im. Hieronima Łopacińskiego w Lublinie. Przewodniczył uroczystej akademii na 50-lecie korporacji "Arkonia" w maju 1929, w Księdze pamiątkowej "Arkonii" (1929) ogłosił Moje wspomnienia z życia studenckiego w Rydze. Był odznaczony Krzyżem Oficerskim Orderu Polonia Restituta (1929).
Był żonaty z Heleną Kalikstą ze Świąteckich herbu Nowina, miał ośmioro dzieci, synów: Henryka (zmarł jako dziecko), Jana (zmarł jako dziecko),  Stanisława, Zbigniewa, Józefa (zmarł jako dziecko), Witolda, Przemysława i córkę Antoninę.